# Championnats du monde d'athlétisme en salle 1995
Navigation
- 1985
- 1987
- 1989
- 1991
- 1993
- 1995
- 1997
- 1999
- 2001
- 2003
- 2004
- 2006
- 2008
- 2010
- 2012
- 2014
- 2016
- 2018
- 2022
- 2024
- 2025

Les 5es Championnats du monde d'athlétisme en salle se sont tenus du 10 au 12 mars 1995 au Palais de Sant Jordi de Barcelone, en Espagne. 602 athlètes issus de 130 nations ont pris part aux 27 épreuves du programme (14 masculines et 13 féminines).

## Faits marquants
La Russe Yolanda Chen établit un nouveau record du monde au triple saut avec 15,03 m.

## Résultats

### Hommes
| Épreuves         | Or                                                                         | Argent                                                                       | Bronze                                                                        |
| 60 m             | Bruny Surin 6 s 46 (RC)                                                    | Darren Braithwaite 6 s 51                                                    | Robert Esmie 6 s 55                                                           |
| 200 m            | Geir Moen 20 s 58                                                          | Troy Douglas 20 s 94                                                         | Sebastian Keitel 20 s 98                                                      |
| 400 m            | Darnell Hall 46 s 17                                                       | Sunday Bada 46 s 38                                                          | Mikhail Vdovin 46 s 65                                                        |
| 800 m            | Clive Terrelonge 1 min 47 s 30                                             | Benson Koech 1 min 47 s 51                                                   | Pavel Soukup 1 min 47 s 74                                                    |
| 1 500 m          | Hicham El Guerrouj 3 min 44 s 54                                           | Mateo Cañellas 3 min 44 s 85                                                 | Erik Nedeau 3 min 44 s 91                                                     |
| 3 000 m          | Gennaro Di Napoli 7 min 50 s 89                                            | Anacleto Jiménez 7 min 50 s 98                                               | Brahim Jabbour 7 min 51 s 42                                                  |
| 60 m haies       | Allen Johnson 7 s 39 (RC)                                                  | Courtney Hawkins 7 s 41                                                      | Tony Jarrett 7 s 42                                                           |
| Relais 4 × 400 m | États-Unis Rod Tolbert Calvin Davis Tod Long Frankie Atwater 3 min 07 s 37 | Italie Fabio Grossi Andrea Nuti Roberto Mazzoleni Ashraf Saber 3 min 09 s 12 | Japon Masayoshi Kan Seiji Inagaki Tomonari Ono Hiroyuki Hayashi 3 min 09 s 73 |
| Saut en hauteur  | Javier Sotomayor 2,38 m                                                    | Lambros Papakostas 2,35 m                                                    | Tony Barton 2,32 m                                                            |
| Saut à la perche | Sergueï Bubka 5,90 m                                                       | Igor Potapovich 5,80 m                                                       | Okkert Brits Andrej Tiwontschik 5,75 m                                        |
| Saut en longueur | Iván Pedroso 8,51 m (RC)                                                   | Mattias Sunneborn 8,20 m                                                     | Erick Walder 8,14 m                                                           |
| Triple saut      | Brian Wellman 17,72 m (RC)                                                 | Yoelvis Quesada 17,62 m                                                      | Serge Hélan 17,06 m                                                           |
| Lancer du poids  | Mika Halvari 20,74 m                                                       | C.J. Hunter 20,58 m                                                          | Dragan Perić 20,36 m                                                          |
| Heptathlon       | Christian Plaziat 6 246 pts                                                | Tomáš Dvořák 6 169 pts                                                       | Henrik Dagård 6 142 pts                                                       |

### Femmes
| Épreuves         | Or                                                                                            | Argent                                                                                   | Bronze                                                                         |
| 60 m             | Merlene Ottey 6 s 97                                                                          | Melanie Paschke 7 s 10                                                                   | Carlette Guidry 7 s 11                                                         |
| 200 m            | Melinda Gainsford 22 s 64                                                                     | Pauline Davis-Thompson 22 s 68                                                           | Natalya Voronova 23 s 01                                                       |
| 400 m            | Irina Privalova 50 s 23 (RC)                                                                  | Sandie Richards 51 s 38                                                                  | Daniela Georgieva 51 s 78                                                      |
| 800 m            | Maria Mutola 1 min 57 s 62                                                                    | Yelena Afanasyeva 1 min 59 s 79                                                          | Letitia Vriesde 2 min 00 s 36                                                  |
| 1 500 m          | Regina Jacobs 4 min 12 s 61                                                                   | Carla Sacramento 4 min 13 s 02                                                           | Maite Zúñiga 4 min 16 s 63                                                     |
| 3 000 m          | Gabriela Szabo 8 min 54 s 50                                                                  | Lynn Jennings 8 min 55 s 23                                                              | Joan Nesbit 8 min 56 s 08                                                      |
| 60 m haies       | Aliuska López 7 s 92                                                                          | Olga Shishiginia 7 s 92                                                                  | Brigita Bukovec 7 s 93                                                         |
| Relais 4 × 400 m | Russie Tatyana Chebykina Yelena Ruzina Yekaterina Kulikova Svetlana Goncharenko 3 min 29 s 29 | Tchéquie Nadia Kostoválová Helena Dziurová Hana Benešová Ludmila Formanová 3 min 30 s 27 | États-Unis Nelrae Pasha Tanya Dooley Kim Graham Flirtisha Harris 3 min 31 s 43 |
| Saut en hauteur  | Alina Astafei 2,01 m                                                                          | Britta Bilac 1,99 m                                                                      | Heike Henkel 1,99 m                                                            |
| Saut en longueur | Lyudmila Galkina 6,95 m                                                                       | Irina Mushayilova 6,90 m                                                                 | Susen Tiedtke 6,90 m                                                           |
| Triple saut      | Yolanda Chen 15,03 m (RM)                                                                     | Iva Prandzheva 14,71 m                                                                   | Ren Ruiping 14,37 m                                                            |
| Lancer du poids  | Kathrin Neimke 19,40 m                                                                        | Connie Price-Smith 19,12 m                                                               | Grit Hammer 19,02 m                                                            |
| Pentathlon       | Svetlana Moskalets 4 834 pts (RC)                                                             | Kym Carter 4 632 pts                                                                     | Irina Tyukhay 4 622 pts                                                        |

## Tableau des médailles
| Rang | Nation         | Or | Argent | Bronze | Total |
| ---- | -------------- | -- | ------ | ------ | ----- |
| 1    | Russie         | 5  | 2      | 3      | 10    |
| 2    | États-Unis     | 4  | 5      | 6      | 15    |
| 3    | Cuba           | 3  | 1      | 0      | 4     |
| 4    | Allemagne      | 2  | 1      | 4      | 7     |
| 5    | Jamaïque       | 2  | 1      | 0      | 3     |
| 6    | Bermudes       | 1  | 1      | 0      | 2     |
| 6    | Italie         | 1  | 1      | 0      | 2     |
| 8    | Canada         | 1  | 0      | 1      | 2     |
| 8    | France         | 1  | 0      | 1      | 2     |
| 8    | Maroc          | 1  | 0      | 1      | 2     |
| 11   | Australie      | 1  | 0      | 0      | 1     |
| 11   | Finlande       | 1  | 0      | 0      | 1     |
| 11   | Mozambique     | 1  | 0      | 0      | 1     |
| 11   | Norvège        | 1  | 0      | 0      | 1     |
| 11   | Roumanie       | 1  | 0      | 0      | 1     |
| 11   | Ukraine        | 1  | 0      | 0      | 1     |
| 16   | Tchéquie       | 0  | 2      | 1      | 3     |
| 16   | Espagne        | 0  | 2      | 1      | 3     |
| 18   | Kazakhstan     | 0  | 2      | 0      | 2     |
| 19   | Bulgarie       | 0  | 1      | 1      | 0     |
| 19   | Slovénie       | 0  | 1      | 1      | 2     |
| 19   | Suède          | 0  | 1      | 1      | 2     |
| 19   | Royaume-Uni    | 0  | 1      | 1      | 2     |
| 23   | Bahamas        | 0  | 1      | 0      | 1     |
| 23   | Grèce          | 0  | 1      | 0      | 1     |
| 23   | Kenya          | 0  | 1      | 0      | 1     |
| 23   | Nigeria        | 0  | 1      | 0      | 1     |
| 23   | Portugal       | 0  | 1      | 0      | 1     |
| 28   | Chili          | 0  | 0      | 1      | 1     |
| 28   | Chine          | 0  | 0      | 1      | 1     |
| 28   | Japon          | 0  | 0      | 1      | 1     |
| 28   | Afrique du Sud | 0  | 0      | 1      | 1     |
| 28   | Suriname       | 0  | 0      | 1      | 1     |
| 28   | Yougoslavie    | 0  | 0      | 1      | 1     |